# RX J1131-1231
RX J1131-1231 es un agujero negro supermasivo que contiene un cuásar localizado a 6050 millones de años luz de la Tierra.
En 2014, los científicos descubrieron que los rayos-X eran emitidos en una región del disco de acrecimiento localizado aproximadamente tres veces la distancia del horizonte de sucesos. Eso implica que el agujero negro supermasivo debe de girar bastante rápido, lo suficiente para que permita sobrevivir al disco de acrecimiento a una radiación bastante inferior.
Esta determinación fue propuesta por un grupo liderado por Rubens Reis de la Universidad de Míchigan usando el observatorio de la NASA Observatorio Chandra de Rayos X. El grupo observó los rayos-X generados en las regiones del cuásar profundas del disco de acrecimiento circulando y comiéndose el agujero negro supermasivo que potencia el cuásar. Calculando la radiación del disco, se pudo también calcular la velocidad de rotación del agujero negro.